# Szpykiw
Szpykiw (ukr. Шпиків, hist. pol. Szpików) – osiedle typu miejskiego na Ukrainie w rejonie tulczyńskim obwodu winnickiego, historycznie na Podolu.

## Historia

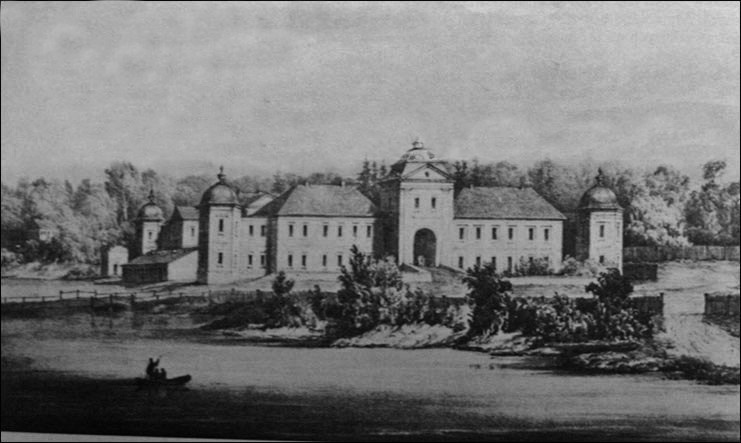
Pałac Świejkowskich na rys. N. Ordy

Historia Szpikowa sięga XVI wieku. Przynależał administracyjnie do województwa bracławskiego prowincji małopolskiej Królestwa Polskiego. Od końca XVI wieku własność Ostrogskich. Potem Zamoyskich i poprzez wiano przeszedł do Koniecpolskich, a następnie do Potockich i Świejkowskich, którzy wznieśli tu barokowy pałac. Po II rozbiorze Polski (1793) wraz z większością Podola w zaborze rosyjskim.
W latach 1941–1944 pod zarządem Rumunii.
W 1989 liczyło 4285 mieszkańców.
W 2013 liczyło 3355 mieszkańców.

## Ludzie związani ze Szpikowem
- Kazimierz Skowroński-Prus (ur. 18 grudnia 1900 r. - zm. wiosną 1940 w Charkowie)  – rotmistrz kawalerii Wojska Polskiego, ofiara zbrodni katyńskiej.

## Zabytki
- Pałac w Szpikowie - wybudowany w XVIII w. w stylu barokowym w dobrym stanie zachowany do początków XX w.[4] Pałac powstał na planie czworoboku z okrągłymi wieżami w narożach. W pałacu znajdowała się galeria z portretami Potockich i Świejkowskich[5]
- fabryka cukru wybudowana według projektu architekta Władysława Horodeckiego.

## Literatura
- Antoni Urbański, Memento kresowe, Warszawa, 1929